# 世界青年の船

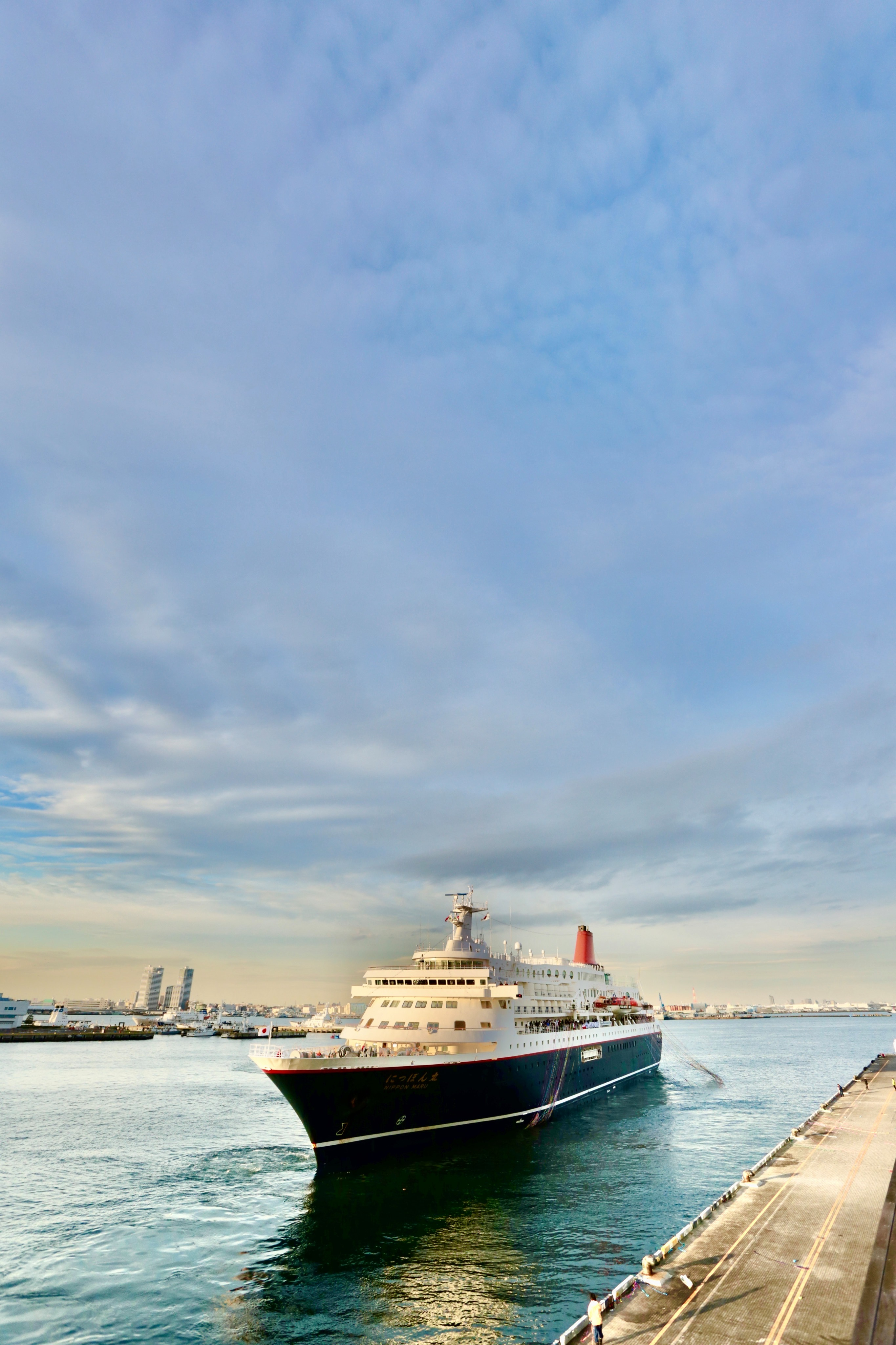
本事業に使用されている「にっぽん丸」2020年、横浜港

「世界青年の船」（せかいせいねんのふね、英語名 Ship for World Youth (SWY) program, SWY）事業は日本政府（内閣府）の行う青年国際交流事業の一つである。選抜された日本青年は毎年異なる世界10か国から集まった外国青年と船内等で共同生活をしながら、ディスカッションや文化交流を行う。正式名称は「世界青年の船」事業。世界船(せかいせん)やSWY(スワイ)・SWY(エス・ダブリュー・ワイ)と呼ばれる。

## 歴史
1959年（昭和34年） - 当時の皇太子（現上皇明仁）の成婚を記念して時の内閣総理大臣岸信介の発議により「青年海外派遣」事業が開始。本事業が現在の内閣府が行う青年の国際交流事業の発端となった。
1962年（昭和37年）- 「外国青年招へい」事業が開始。
1967年（昭和42年）- 明治百年記念事業の一つとして「青年の船」事業が開始。
1988年（昭和63年）- 「青年の船」事業を「世界青年の船」事業に改組。外国青年と日本青年との交流を主軸とし、討論などの活動も取り入れた。
2007年（平成19年）- 初の同窓会「SWYAA 国際大会」がギリシャで開催され、16か国から47名が参加した。
2014年（平成26年）- すべての事後活動組織が共通の目標を持って活動に取り組むことを目的として、「世界青年の船」国際連盟憲章が施行した。

## 事業内容
18歳〜30歳の日本参加青年約120人と、10カ国から募る外国青年約120人が船内で１カ月程度の共同生活をする。ディスカッションや文化交流等を通して、異文化対応力やコミュニケーション力を高め、リーダーシップの向上を図る。また、訪問国では、ディスカッションのテーマに応じた施設訪問や現地青年との交流などを行う。
事業終了後は、社会貢献を目的とした事後活動を日本青年国際交流機構（IYEO）などを通じて行う。既参加青年は、SWY News（機関紙）及び「世界青年の船」事業に関連したメーリングリストを通じて、「世界青年の船」事業及び「世界青年の船」国際連盟に関連した情報を受け取ることができる。

## 過去参加国
アジア地域 - インド、スリランカ、ネパール、パキスタン、バングラデシュ
アフリカ地域 - アルジェリア、カメルーン、セーシェル、セネガル、タンザニア、チュニジア、モーリシャス、モザンビーク、モロッコ、南アフリカ、ケニア
オセアニア地域 - オーストラリア、サモア、ソロモン諸島、トンガ、ニュージーランド、バヌアツ、パプアニューギニア、フィジー、ミクロネシア
ヨーロッパ地域 - イギリス、イタリア、オランダ、ギリシャ、スウェーデン、スペイン、ドイツ、ノルウェー、ハンガリー、フィンランド、フランス、ベルギー、ポーランド、ロシア、ウクライナ
中東地域 - アラブ首長国連邦、イエメン、エジプト、オマーン、カタール、バーレーン、ヨルダン
北米地域- アメリカ合衆国、カナダ
中南米地域 - アルゼンチン、エクアドル、コスタリカ、コロンビア、ジャマイカ、チリ、ドミニカ共和国、パナマ、パラグアイ、ブラジル、ベネズエラ、ペルー、ホンジュラス、メキシコ、ウルグアイ

## 過去実施事業
| 実施回(年度)  | 期間                                                                            | 寄港地 | 参加青年                                 | 参加国 |
| ------------- | ------------------------------------------------------------------------------- | --- | ---------------------------------------- | --- |
| 第1回 (1988)  | Jan. 18 to March 29, 1989 (71 Days)                                             | メキシコ (アカプルコ, Feb. 8 to 11, 1989) ベネズエラ (ラグアイラ, Feb. 19 to 21, 1989) パナマ (クリストバル, Feb. 24 to 25) エクアドル (グアヤキル, Feb. 28 to March 2)                                          | 276 (日本参加青年:103/外国参加青年:173)  | Japan, Australia, Fiji, New Zealand, Colombia, Costa Rica, Ecuador, Honduras, Mexico, Panama, Venezuela, USA                                  |
| 第2回 (1989)  | Jan. 17 to March 28, 1990 (71Days)                                              | インド (ムンバイ, Feb. 3 to 6, 1990) エジプト (アレクサンドリア, Feb. 16 to 19, 1990) ギリシャ (ピレアス, Feb. 21 to 24, 1990) オマーン (マスカット, March 6 to 9)                                               | 268 (日本参加青年:100/外国参加青年:168)  | Japan, India, Pakistan, Sri Lanka, Egypt, Morocco, Tunisia, Germany, Greece, Italy, Kuwait, Oman, UAE                                         |
| 第3回 (1990)  | Jan. 18 to March 20, 1991 (62 Days)                                             | メキシコ (アカプルコ, Feb. 3 to 6, 1991) アメリカ合衆国 (ニューオーリンズ. Feb. 14 to 16, 1991) ベネズエラ (ラグアイラ, Feb. 21 to 23, 1991) コスタリカ (プンタレナス, Feb. 27 to March 1)                       | 274 (日本参加青年:103/外国参加青年:171)  | Japan, Australia, Fiji, Tonga, Argentina, Brazil, Costa Rica, Dominican Rep., Mexico, Peru, Venezuela, Canada, USA                            |
| 第4回 (1991)  | Jan. 17 to March 18, 1992(62 Days)                                              | スリランカ (コロンボ, Jan. 28 to 31, 1992) エジプト (アレクサンドリア, Feb. 9 to 12, 1992) スペイン (バルセロナ, Feb. 16 to 19, 1992) オマーン (マスカット, March 1 to 3, 1992)                                  | 268 (日本参加青年:101/外国参加青年:167)  | Japan, Bangladesh, India, Sri Lanka, Algeria, Egypt, Kenya, Hungary, Spain, Sweden, Oman, Turkey, UAE                                         |
| 第5回 (1992)  | Jan. 20 to March 22, 1993 (62 Days)                                             | アメリカ合衆国 (サンフランシスコ, Feb. 4 to 6, 1993) ベネズエラ (ラグアイラ, Feb. 17 to 19, 1993) ドミニカ共和国 (サント・ドミンゴ, February 21 to 23, 1993) コスタリカ (プンタレナス, Feb. 27 to March 2, 1993) | 278 (日本参加青年:103/外国参加青年:175)  | Japan, Australia, New Zealand, Papua New Guinea, Western Samoa, Chile, Costa Rica, Dominican Rep., Ecuador, Mexico, Uruguay, Venezuela, USA   |
| 第6回 (1993)  | Jan. 19 to March 20, 1994 (61 Days)                                             | スリランカ (コロンボ, Feb. 1 to 3, 1994) ケニア (モンバサ, Feb. 9 to 12, 1994) ギリシャ (ピラエウス, Feb. 22 to 25, 1994) インド (ムンバイ, March 7 to 9, 1994)                                                  | 275 (日本参加青年:114/外国参加青年:161)  | Japan, India, Nepal, Sri Lanka, Egypt, Kenya, Senegal, Finland, Greece, United Kingdom, Jordan,, Oman, UAE                                    |
| 第7回 (1994)  | Jan. 19 to March 20, 1995 (61 Days)                                             | オーストラリア (ブリスベン, Jan. 29 to Feb.y 1, 1995) フィジー (スバ, Feb. 5 to 7, 1995) エクアドル (グアヤキル, Feb. 22 to 24, 1995) メキシコ (アカプルコ, March 1 to 3, 1995)                                  | 291 (日本参加青年:112/外国参加青年:179)  | Japan, Australia, New Zealand, Solomon Islands, Brazil, Colombia, Ecuador, Jamaica, Mexico, Venezuela, Canada, USA                            |
| 第8回 (1995)  | Jan. 18 to March 19, 1996 (60 Days)                                             | スリランカ (コロンボ, Jan. 30 to Feb. 2, 1996) 南アフリカ (ケープタウン, Feb. 12 to 15, 1996) タンザニア (ダルエスサラーム, Feb. 21 to 23, 1996) アラブ首長国連邦 (ドバイ, Feb. 29 to March 2, 1996)             | 278 (日本参加青年:114/外国参加青年:164)  | Japan, Bangladesh, Sri Lanka, Egypt, Kenya, South Africa, Tanzania, Belgium, Norway, Poland, Qatar, UAE, Yemen                                |
| 第9回 (1996)  | Jan. 20 to March 21, 1997 (61 Days)                                             | ニュージーランド (オークランド, Feb. 1 to 4, 1997) チリ (バルバライソ, Feb. 16 to 18, 1997) コスタリカ (コルデラ, Feb. 25 to 27, 1997) メキシコ (アカプルコ, March 2 to 4, 1997)                                 | 303 (日本参加青年:118/外国参加青年:185)  | Japan, Australia, Fiji, New Zealand, Tonga, Chile, Costa Rica, Ecuador, Mexico, Peru, Venezuela, Canada, USA                                  |
| 第10回 (1997) | Jan. 20 to March 19, 1998 (59 Days)                                             | セーシェル共和国 (ポート・ビクトリア, Feb. 4 to 5, 1998) ケニア (モンバサ, Feb. 8 to 11, 1998) ヨルダン (アカバ, Feb. 19 to 22, 1998) オマーン (マスカット, March 1 to 4, 1998)                                  | 294 (日本参加青年:116/外国参加青年:178)  | Japan, India, Sri Lanka, Egypt, Kenya, South Africa, Tanzania, Greece, Sweden, United Kingdom, Bahrain, Jordan, Oman, UAE                     |
| 第11回 (1998) | Jan. 19 to March 16, 1999 (57 Days)                                             | セーシェル共和国 (ポート・ビクトリア, Sept. 24 to 25, 1999) 南アフリカ (ケープタウン, Oct. 2 to 4, 1999) タンザニア (ダルエスサラーム, Oct. 10 to 11, 1999) アラブ首長国連邦 (ドバイ, Oct. 17 to 19, 1999)       | 271 (日本参加青年:116/外国参加青年:155)  | Japan, Australia, Fiji, New Zealand, Solomon Islands, Tonga, Ecuador, Mexico, Peru, Uruguay, Venezuela, Canada, USA                           |
| 第12回 (1999) | Sept. 9 to Oct. 28, 1999 (50 Days)                                              | スリランカ (コロンボ, Jan. 30 to Feb. 2, 1996) 南アフリカ (ケープタウン, Feb. 12 to 15, 1996) タンザニア (ダルエスサラーム, Feb. 21 to 23, 1996) アラブ首長国連邦 (ドバイ, Feb. 29 to March 2, 1996)             | 263 (日本参加青年:122/外国参加青年:141)  | Japan, India, Egypt, Seychelles, South Africa, Tanzania, Belgium, Norway, Spain, Bahrain, Qatar, Turkey, UAE, Australia, Mexico, Peru, Canada |
| 第13回 (2000) | Sept. 9 to Oct. 24, 2000 (49 days)                                              | ロシア (ウラジオストク, Sept. 9 to 10, 2000) アメリカ合衆国 (ハワイ, Sept. 18 to 20, 2000) トンガ (ヌクアロファ, Oct. 2 to 4, 2000) ニュージーランド (オークランド, Oct. 8 to 11, 2000)                          | 252 (日本参加青年:117/外国参加青年:135)  | Japan, Tanzania, Netherlands, Russia, Spain, Fiji, New Zealand, Tonga, Chelle, Costa Rica, Ecuador, Mexico, Paraguay, Venezuela, Canada, USA  |
| 第14回 (2001) | Oct. 25 to Dec. 13, 2001 (50 days)                                              | フィジー (スバ, Nov. 6 to 7, 2001) ニュージーランド (オークランド, Nov. 10 to 12, 2001) シンガポール (シンガポール, Nov. 25 to 27, 2001) タイ(バンコク, Nov. 30 to Dec. 2, 2001)                                 | 258 (日本参加青年:119/外国参加青年:139)  | Japan, India, Sri Lanka, Egypt, Kenya, Mauritius, South Africa, Finland, Greece, United Kingdom, Bahrain, UAE, Australia, Brazil, USA         |
| 第15回 (2002) | Oct. 31 to Dec. 13, 2002 (44 days)                                              | オーストラリア (ケアンズ, Nov. 8 to 9, 2002) アメリカ合衆国 (ホノルル, Nov. 18 to 19, 2002) カナダ (バンクーバー, Nov. 25 to 27, 2002)                                                                           | 247 (日本参加青年:117/外国参加青年:130)  | Japan, Sri Lanka, Cameroon, Spain, Australia, Fiji. New Zealand, Tonga, Chile, Me                                                             |
| 第16回 (2003) | Jan. 21 to March 3, 2004 (43 days)                                              | インド (ムンバイ, Feb. 3 to 4, 2004) タンザニア (ダルエスサラーム, Feb. 10 to 12, 2004) セーシェル共和国 (ポートビクトリア, Feb. 15 to 16, 2004)                                                                 | 258 (日本参加青年:124/外国参加青年:134)  | Japan, India, Egypt, Seychelles, Tanzania, Poland, Russia, Australia, Fiji, New Zealand, Tonga, Chile, Mexico, Venezuela, Canada, USA         |
| 第17回 (2004) | Jan. 19 to March 2, 2005 (43 days)                                              | オーストラリア (シドニー, Feb. 1 to 4, 2005) ニュージーランド (ウェリントン, Feb. 10 to 13, 2005) フィジー (スバ, Feb. 17 to 19, 2005)                                                                           | 260 (日本参加青年:120/外国参加青年:140)  | Japan, Kenya, Mauritius, Poland, Turkey, Australia, Fiji, New Zealand, Costa Rica, Mexico, Venezuela, Canada, USA                             |
| 第18回 (2005) | Jan. 19 to March 2, 2006 (43 days)                                              | インド (チェンナイ, Jan. 30 to 31, 2006) ケニア (モンバサ, Feb. 7 to 9, 2006) モーリシャス共和国 (ポートルイス, Feb. 13 to 14, 2006)                                                                             | 250 (日本参加青年:118/外国参加青年:132)  | Japan, India, Kenya, Mauritius, Morocco, Greece, Sweden, Bahrain, UAE, Australia, Tonga, Brazil, Canada                                       |
| 第19回 (2006) | Jan. 25 to Mar. 8, 2007 (43 days)                                               | オーストラリア (ブリスベン, Feb. 5 to 8, 2007) オーストラリア (シドニー, Feb. 12 to 14, 2007) ニュージーランド(ウェリントン, Feb. 19 to 21, 2007)                                                                | 252 (日本参加青年:117/外国参加青年:135)  | Japan, Egypt, Seychelles, Russia, United Kingdom, Oman, Yemen, Australia, Fiji, Solomon Islands, Tonga, Chile, Mexico, Canada                 |
| 第20回 (2007) | Jan. 24 to Mar. 5, 2008 (42 days)                                               | オマーン (マスカット, Feb. 11 to 13, 2008) インド (チェンナイ, Feb. 19 to 22, 2008) | 250 (日本参加青年:116/外国参加青年:134)  | Japan, India, South Africa, Tanzania, Finland, Spain, Bahrain, Oman, New Zealand, Solomon Islands, Vanuatu, Brazil, Costa Rica, USA           |
| 第21回 (2008) | Jan. 23 to Mar. 3, 2009 (40 days)                                               | トンガ (ヌクアロファ, Feb. 5 to 7, 2009) ニュージーランド (オークランド, Feb. 11 to 14, 2009) | 246 (日本参加青年:108/外国参加青年:138)  | Japan, Egypt, Mauritius, Norway, UAE, Yemen, Fiji, New Zealand, Tonga, Vanuatu, Peru, Venezuela, Canada                                       |
| 第22回 (2009) | Jan. 22 to Mar. 5, 2010 (43 days)                                               | アラブ首長国連邦 (ドバイ, Feb. 8 to 11, 2010) インド (チェンナイ, Feb. 17 to 19, 2010) | 268 (日本参加青年:130/外国参加青年:138)  | Japan, India, Sri Lanka, Egypt, Kenya, Greece, Bahrain, Oman, Turkey, UAE, Yemen, Australia, Ecuador                                          |
| 第23回 (2010) | Jan. 21 to Mar. 2, 2011 (41 days)                                               | フィジー (スバ, Feb. 3 to 5, 2011) オーストラリア (ブリスベン, Feb. 9 to 12, 2011) | 262 (日本参加青年:126/外国参加青年:136)  | Japan, Tanzania, Sweden, Bahrain, Oman, Australia, Fiji, Micronesia, Solomon Islands, Vanuatu, Brazil, Chile, Mexico                          |
| 第24回 (2011) | Jan. 31 to Mar. 5, 2012 (35 days)                                               | インド (チェンナイ, Feb 12 to 14, 2012) スリランカ (コロンボ, Feb. 15 to 19, 2012) | 260 (日本参加青年:129/外国参加青年:131)  | Japan, India, Sri Lanka, Egypt, Russia, Bahrain, Turkey, UAE, Fiji, New Zealand, Brazil, Peru, Venezuela, Canada                              |
| 第25回 (2012) | Feb. 4 to Mar. 1, 2013 (19 days on board, 8 days in overseas)                   | 沖縄 (那覇, Feb 8 to 9, 2013) 兵庫 (神戸, Feb. 15 to 16, 2013) 岩手 (大船渡, Feb. 18 to 20, 2013) —– バーレーン, メキシコ, ニュージーランド, スリランカ, トルコ (Feb.22 to Mar.1)                                | 211 (日本参加青年:116 /外国参加青年:95)  | Japan, Sri Lanka, Kenya, Bahrain, Turkey, UAE, Fiji, New Zealand, Chile, Costa Rica, Mexico                                                   |
| GLDP (2013)   | Jan. 27 to Feb. 20, 2014 (8 days onshore, 9 days on board, 8 days in overseas)  | 宮城 (石巻, Feb 6 to 8, 2014) —– バーレーン, フィジー, メキシコ, トルコ (Feb.13 to 20, 2014) | 211 (日本参加青年:87 /外国参加青年:71)   | Japan, India, Tanzania, Sweden, Bahrain, Turkey, Fiji, Brazil, Mexico                                                                         |
| 第27回 (2014) | Jan. 26 to Feb. 21, 2015 (7 days onshore, 12 days on board, 9 days in overseas) | 沖縄 (那覇, Feb 5 to 6, 2015) 岩手 (大船渡, Feb. 10 to 11, 2015) —– バーレーン, ニュージーランド, ペルー, スリランカ, トルコ (Feb. 13 to 21, 2015)                                                               | 204 (日本参加青年:108 / 外国参加青年:96) | Japan, India, Sri Lanka, Kenya, United Kingdom, Russia, Bahrain, Oman, UAE, New Zealand, Brazil, Peru                                         |
| 第28回 (2015) | Jan. 20 to Feb. 29, 2016 (41 days)                                              | インド (チェンナイ, Feb. 9 to 12, 2016) スリランカ (コロンボ, Feb. 14 to 17, 2016) | 233 (日本参加青年:121/外国参加青年:112)  | Japan, India, Sri Lanka, Tanzania, Russia, Bahrain, UAE, Australia, New Zealand, Chile, Mexico                                                |
| 第29回 (2016) | Jan. 23 to March 3, 2017 (40 days)                                              | ニュージーランド (オークランド, Feb. 12 to 13, 2017) フィジー (スバ, Feb. 17 to 20, 2017) | 234 (日本参加青年:118/外国参加青年:116)  | Japan, India, Egypt, Kenya, Ukraine, Fiji, New Zealand, Tonga, Canada                                                                         |
| 第30回 (2017) | Jan. 22 to March 2, 2018 (40 days)                                              | インド (コチ, Feb. 11 to 13, 2018) スリランカ (コロンボ, Feb. 15 to 17, 2018) | 242 (日本参加青年:125/外国参加青年:117)  | Japan, India, Sri Lanka, South Africa, Poland, Spain, Oman, Australia, Mexico, Mozambique, Peru                                               |
| 第31回 (2018) | Jan. 21 to March 1, 2019 (40 days)                                              | 日本 (沖縄, January 31, 2019) オーストラリア (ダーウィン, Feb. 8 to 9, 2019) オーストラリア (ブリスベン, Feb. 15 to 17, 2019)                                                                                    | 239 (日本参加青年:123/外国参加青年:116)  | Japan, Australia, Chile, Ecuador, Greece, Tanzania, Turkey, UAE, Solomon Islands, Sweden, Vanuatu                                             |
| 第32回 (2019) | Jan. 10 to Feb. 18, 2020 (47 days)                                              | メキシコ(エンセナダ, Jan. 30 to Feb. 1, 2020) | 227 (日本参加青年:115/外国参加青年112)   | |

## 著名な既参加青年
- ヘレン・クラーク - ニュージーランド元首相・現国連開発計画（UNDP）総裁。SDGs-SWYインタビュー記事「If the SDGs achieved, the world will be a better place.」(英語)。「世界青年の船」事業の前身である「青年の船」事業に参加した。
- 三日月大造 (SWY11） - 滋賀県知事。滋賀県ウェブサイト対話第48回「こんにちは！三日月です」。
- 永崎裕麻（SWY19,25,29） - 『世界でいちばん幸せな国フィジーの世界でいちばん非常識な幸福論』「旅・教育・自由・幸せ」を人生のキーワードとして生きる旅幸家。日経xwoman「私がフィジーとデンマークを拠点に選んだ理由」。
- ハムダ・なおこ - 日本UAE文化センター代表、エッセイスト。『ようこそアラブへ』。ARAB News Japan 「日本語とアラビア語の両方を教えるUAEのクラス」
- 田村雅文（SWY13）- シリア支援団体サダーカ代表。第32回人間力大賞受賞。  インタビュー記事「日本と中東の間で 会社を退職しシリア難民支援の道へ」
- 渡部清花（SWY24） - 日本に住む難民を支援する団体「WELgee」創業者
- 渡辺恵理（SWY25） - アナウンサー、NHKキャスター
- 安藤美冬　(SWY13,28） - 社会起業家。株式会社スプリー代表取締役。
- 亀井亜紀子（SWY8） - 衆議院議員。
- 矢口稔　(SWY8,SWY14) -長野県池田町長。
- 石川昭政（SWY13） - 政治家
- Ashu Marasingheアーシュ　マーラシンハ (SWY10） - 長岡技術科学大学准教授。スリランカの国会議員。
- 高木超（SWY28） - 慶應義塾大学大学院 政策・メディア研究科特任助教、SDGs-SWY共同代表。『SDGs×自治体実践ガイドブック: 現場で活かせる知識と手法』。The Asahi Globe 「ポストSDGsを見据えてミレニアル世代に情報発信」。JICA partner 第9号 連載コラム 「SDGs達成に向けた活動を支援する」。「SDGs-SWY」JICA partner 第20号 連載コラム ユースxSDGs「SDGsでつながるローカルとグローバル(下)」。
- 佐谷恭 (SWY11） - パクチー専門店「パクチーハウス」ファウンダー
- 神田京子 (SWY21） - 講談師
- 高橋浩祐 (SWY32） - 国際ジャーナリスト。SWY32日本ナショナルリーダーとして参加。

## 著名な関係者
- 井上孝代 - 元明治学院大学教授。『世界青年の船』事業における異文化接触経験への援助に関する実験臨床心理学的研究(1999-2000)。SWY11アドバイザー。
- 滝沢三郎 - 日本出身の国際公務員。UNHCR（国際連合難民高等弁務官事務所）財務局長や、UNHCR駐日代表、国連UNHCR協会理事長、国連大学客員教授等を務めた。『「国連式」世界で戦う仕事術』集英社新書 (2019年)。アドバイザーとして事業に参加。

## 事業参加後の活動
内閣府青年国際交流事業の参加者たちは、帰国後も事業に参加して得た経験を生かして、それぞれの地域、職域、学校又は青少年団体等において、国際交流活動や青少年活動等を行っている。こうした事業参加後にも継続して行う、社会に携わる活動のことを「事後活動」と呼んでいる。日本青年が活動する日本青年国際交流機構(IYEO) 及び 各国の組織を取りまとめる「世界青年の船」国際連盟 が存在する。
日本青年国際交流機構 (International Youth Exchange Organization)
　内閣府主催の6つの青年国際交流事業に参加した日本青年たちは、日本青年国際交流機構（IYEO）を組織し、海外で得た貴重な体験をいかし、地域社会、あるいは職域などにおいて社会貢献及び国際理解・協力等の促進のための諸活動を行っている。
「世界青年の船」事後活動組織
　外国青年たちは、国ごとに事後活動組織を組織し、様々な社会貢献活動や日本とのつながりを維持する活動を行っている。各国の事後活動組織 (Almni Association) をまとめる組織として、「世界青年の船」国際連盟（Ship for World Youth Alumni Association International、SWYAA国際連盟またはSWYAA International）が存在する。
「世界青年の船」事後活動組織国際大会
「SWYAA 国際大会」と呼ばれる既参加青年のためのリユニオン会議が毎年既参加国で開催されている。
SWYAA 国際大会はこれまで、ギリシャ、日本、オーストラリア、エジプト、メキシコ、バーレーン、ペルー、トルコ、フィジー、インド、アラブ首長国連邦、トンガ、ロシア で開催された。
- 1st GA Greece 2007
- 2nd GA Japan 2008
- 3rd GA Australia 2009
- 4th GA Egypt 2010
- 5th GA Mexico 2011
- 6th GA Bahrain 2012
- 7th GA Peru 2013
- 8th GA Turkey 2014
- 9th GA Fiji 2015
- 10th GA India 2016
- 11th GA UAE 2017
- 12th GA Tonga 2018
- 13th GA Russia 2019

## 関連事業
内閣府の行う青年国際交流事業は現在６つある。「世界青年の船」事業の他には、以下がある。
国際社会青年育成事業
　昭和、平成の皇太子の成婚記念事業を、2019年の代替わりを契機に発展させた事業。世界各地域ごとの課題をテーマに設定し、当該課題を抱える2か国に日本青年を派遣して現地青年とのディスカッション、施設訪問及びホームステイを行う。また、帰国後は、派遣先から招へいした外国青年と国際青年交流会議に参加し、テーマに基づくディスカッションを通じてプレゼンテーション能力やコミュニケーション能力を高める。（18日間）
日本・中国青年親善交流事業
　1978年の日中平和友好条約の締結を記念し、1979年から開始された日中両国政府による共同事業。 文化紹介やホームステイを通した交流とともに、ビジネス環境・就職・ボランティアの状況などについて、両国の共通点や相違点などを掘り下げて考える機会ともなる大学生との意見交換、グローバルに飛躍をとげる中国の先進企業訪問、起業をめぐるビジネス制度等に関連する施設の訪問等を行う多彩なプログラム。（12日間）
日本・韓国青年親善交流事業
　1984年の日韓両国首脳会談における共同声明の趣旨を踏まえ、1987年から開始された日韓両政府による共同事業。 文化紹介やホームステイを通じた交流、地球環境、文化、教育、社会福祉等の各種施設、先進企業の訪問やディスカッション等を行う。これらを通じて、日韓関係の将来に向けたありようについて踏み込んで考え、どのような領域で青年たちが東アジア地域の発展に貢献できるのかを考えてゆく機会ともなる。また、日本に招へいした韓国青年と日本青年との合宿文化交流会等を行っている。（15日間）
「東南アジア青年の船」事業
　1974年に開始したわが国とASEAN諸国との共同事業。ASEAN10か国の青年と船内等で共同生活をしながら、ディスカッションや文化交流を行う。 東南アジア各国から選びぬかれた青年とのネットワークを構築するとともに、アジア地域の未来を担う人材の育成を図る。(約40日間）
地域課題対応人材育成事業「地域コアリーダープログラム」
　高齢者、障害者、青少年の3分野に特化した社会活動経験者向けの派遣事業。各国で同じ分野で働く同世代の若者との交流や政府機関・関連団体及び施設の訪問や意見交換等を通じて、人的ネットワークを形成し、社会課題解決能力を高める。(10日間）